# AUDIENCE
《AUDIENCE》（觀眾）是日本歌手濱崎步第18張單曲，2000年11月1日於日本發售。

## 說明
- 本作為第三張原創專輯《Duty》（以聲作責）的重發單曲。為完全限定生產30萬張的作品。本作收錄的單曲版和專輯版不同。
- 本作最後一音軌《SEASONS "Vocal Track"》乃為廣為募集混音作品之目的所收錄。
- 本作是濱崎步發行的重發單曲中，沒有拍攝音樂錄影帶的其中一首。（另一首為《Terminal》）
- 本作於公信榜首週銷售居第二名。（第一名為MISIA的《Everything》發售第二週蟬聯冠軍）
- 本作未收錄於精選輯《A BEST》之中。2008年發售的單曲精選輯《A COMPLETE ~ALL SINGLES~》當中收錄的是單曲版本。
- 本作收錄的混音歌曲除了《AUDIENCE》外，尚有第17張單曲《SURREAL》的兩首混音版本。

## 收錄歌曲
1. AUDIENCE "Dave Ford Mix"
作詞：濱崎步 / 作曲：D・A・I / 編曲：HΛL
2. SURREAL "Sample MadnesS remix"
本曲後收錄於混音專輯《ayu-mi-x III version non-stop mega mix》之中
3. AUDIENCE "Keith Litman's Radio Mix"
本曲後收錄於混音專輯《ayu-mi-x III version non-stop mega mix》之中
4. AUDIENCE "Feelin' U Mix"
5. AUDIENCE "GENIUS ROCK Big Beat Mix"
6. SURREAL "Paranoid Andoroid Mix"
7. AUDIENCE "Scud Formant Mix"
8. AUDIENCE "HΛL's Mix 2000"
9. AUDIENCE "Dub's Floor Remix Transport 004"
10. AUDIENCE "Dave Ford Mix -Instrumental-"
11. SEASONS "Vocal Track"